# Juli Zhen
Juli Zhen (kinesiska: 苴力, 苴力镇) är en köping i Kina. Den ligger i provinsen Yunnan, i den sydvästra delen av landet, omkring 210 kilometer väster om provinshuvudstaden Kunming. Antalet invånare är 25 241. Befolkningen består av 12 416 kvinnor och 12 825 män. Barn under 15 år utgör 20,0 %, vuxna 15-64 år 71 %, och äldre över 65 år 8,0 %.
Genomsnittlig årsnederbörd är 902 millimeter. Den regnigaste månaden är juli, med i genomsnitt 199 mm nederbörd, och den torraste är januari, med 9 mm nederbörd.